# ميا هوندفين
ميا هوندفين (بالنرويجية: Mia Hundvin‏) مواليد 7 مارس 1977 في برجن، هي لاعبة كرة يد نرويجية معتزلة لعبت كجناح أيسر. مثلت منتخب النرويج لكرة اليد للسيدات في 72 مباراة. شاركت في دورة الألعاب الأولمبية الصيفية سنة 2000.

## الميداليات
| الميدالية | المسابقة                       |
| --------- | ------------------------------ |
| برونزية   | الألعاب الأولمبية الصيفية 2000 |

## روابط خارجية
- ميا هوندفين على موقع IMDb (الإنجليزية)

- ميا هوندفين على موقع الاتحاد الأوروبي لكرة اليد (الإنجليزية)
- ميا هوندفين على موقع الاتحاد النرويجي لكرة اليد (النرويجية)
- ميا هوندفين على موقع اللجنة الأولمبية الدولية (الإنجليزية)
- ميا هوندفين على موقع أوليمبيديا (الإنجليزية)